# 716年
| 千纪： | 1千纪                                                                                           |
| 世纪： | 7世纪 \| 8世纪 \| 9世纪                                                                         |
| 年代： | 680年代 \| 690年代 \| 700年代 \| 710年代 \| 720年代 \| 730年代 \| 740年代                       |
| 年份： | 711年 \| 712年 \| 713年 \| 714年 \| 715年 \| 716年 \| 717年 \| 718年 \| 719年 \| 720年 \| 721年 |
| 纪年： | 丙辰年（龙年）；唐（新罗）开元四年；日本靈龜二年                                                |

## 大事记
- 唐朝兵部尚書、同平章事姚崇因為其幕僚收受賄賂的事而請求避位，並推薦宋璟接任。
- 二月，吐蕃攻打松州，都督孫仁獻反擊勝利。
- 拔野古部落潰兵頡質略將默啜伏擊斬殺，默啜的兒子拓西小可汗繼立大可汗，骨咄祿的兒子闕特勤將其擊殺。闕特勤奉兄長默棘連即位，稱毗伽可汗。
- 阿史那默啜死後，奚、契丹重新歸唐。

## 各国领袖

### 非洲
- 马库里亚王国 - Merkurios，马库里亚国王（697年－722年）
- Nekor王国 - Salih I ibn Mansur（710年－749年）

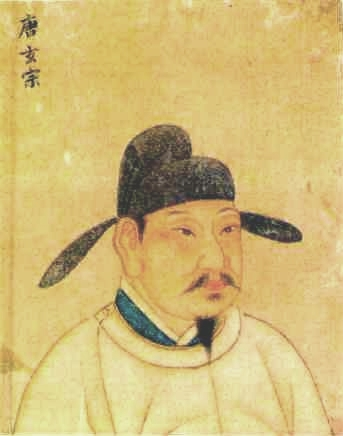
唐玄宗

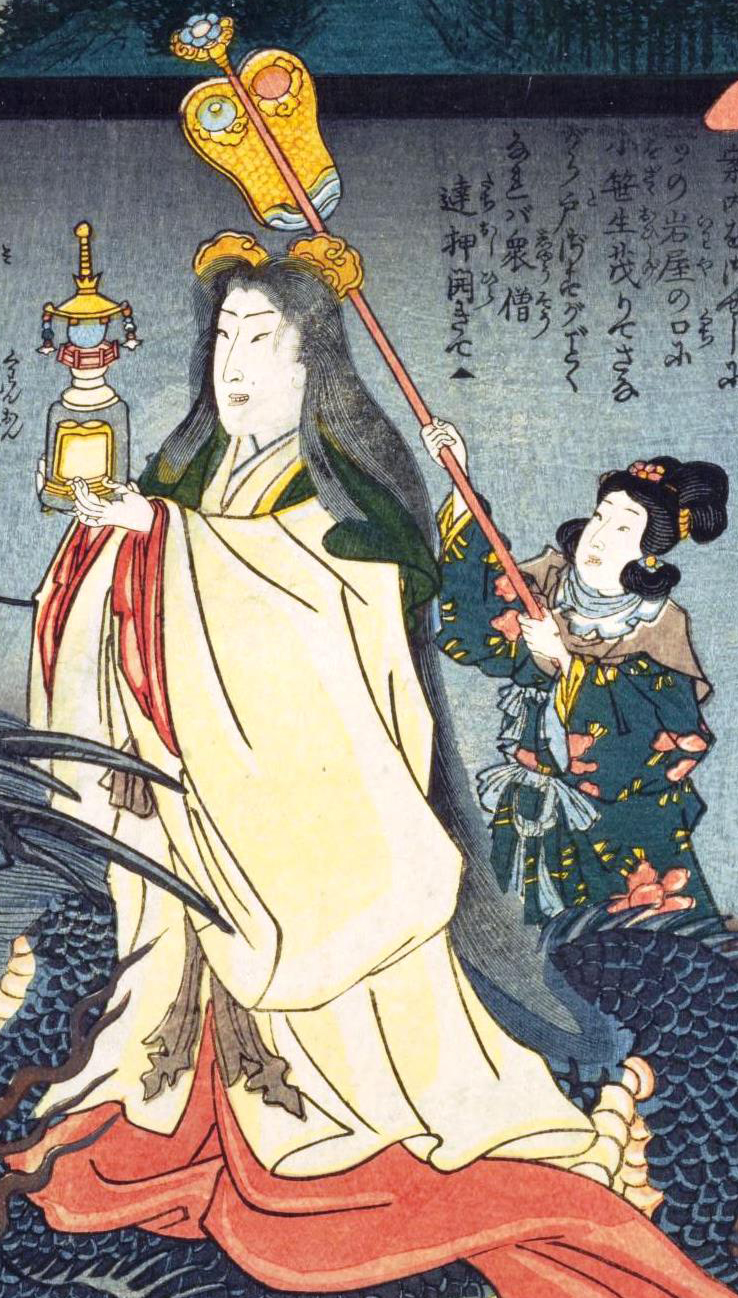
元正天皇

### 美洲
- 卡拉克穆尔 – Yuknoom Yich'aak K'ahk'（702年－731年）
- 科潘 - 瓦沙克拉洪·乌巴·卡维尔（675年－738年）
- 蒂卡尔 - Hasaw Chan K'awil（682年－732年）

### 亚洲
- 中国（唐朝） - 唐玄宗李隆基，中国皇帝（712年－756年）
- 日本（飛鳥時代）- 元正天皇，日本天皇（715年－724年）
- 朝鲜半岛（统一新罗）- 圣德王，新罗王（702年－737年）
- 帕拉瓦王朝 - Nandivarman II（710年－775年）
- 渤海国 - 高王大祚荣，振国王（渤海郡王）（698年－719年）
- 吐蕃 - 赤德祖赞，赞普（704年－755年）
- 后突厥 - 
  1. 默啜，可汗（694年－716年）
  2. 匐俱，可汗（716年－717年）
- 突骑施 - 苏禄可汗，可汗（716年－738年）

### 欧洲

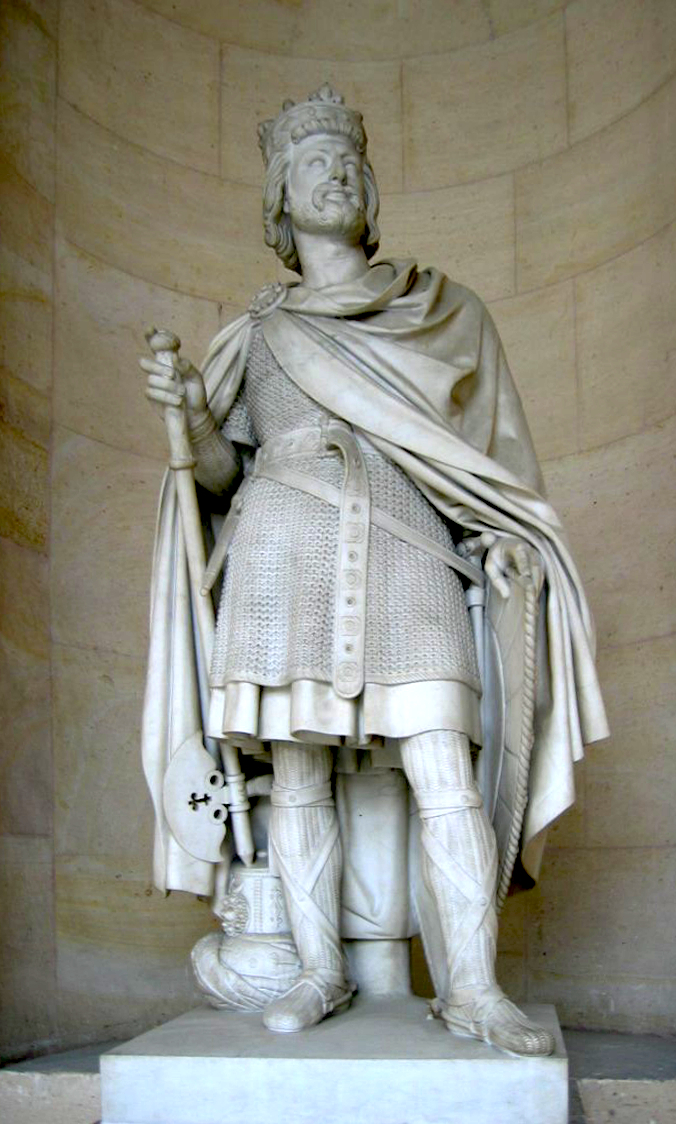
查理·马特

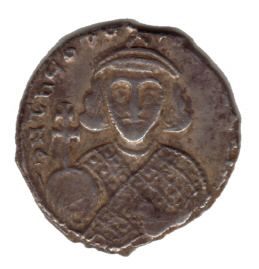
狄奥多西三世

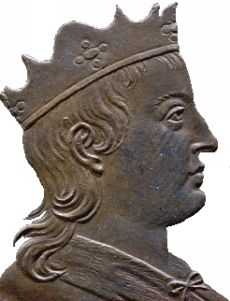
希尔佩里克二世

- 保加利亚 - 特尔维尔（英语：Tervel of Bulgaria），保加利亚可汗（695年－721年）
- 拜占庭帝国 - 狄奥多西三世（715年－717年）
- 法兰克王国 - 希尔佩里克二世，法兰克国王（715年－721年）
  - 宫相 - 查理·马特（714年－741年）
  - 阿基坦公国 - 伟大的奥多（715年－730年）
- 弗里西亚 - 雷德白（英语：Radbod，King of the Frisians）（678年－719年）
- 格鲁吉亚 -
  - 巴格拉季昂王朝 - Nerse（705年－742年）
- 伦巴底王国 - 利乌特普兰德（712年－744年）
- 塞尔维亚 - Ratimir，塞尔维亚统治者（700年－730年）
- 威尼斯共和国 - 保罗·吕齐奥·阿纳法斯托，威尼斯总督（697年－717年）
- 爱尔兰 - Fergal mac Máele Dúin，爱尔兰高王（英语：List of High Kings of Ireland）（710年－722年）
  - 康诺特 - Indrechtach mac Muiredaig，康诺特王（707年－723年）
  - Uí Maine - Dluthach mac Fithcheallach（711年－738年）
  - 伦斯特 -  Murchad mac Brain Mut，伦斯特君主（715年－727年）
  - Ulaid - Áed Róin（708年－735年）
- 英格兰（七国时代）- 
  - 东盎格利亚王国 - 埃爾夫瓦爾德（英语：Ælfwald of East Anglia）（713年－749年）
  - 埃塞克斯王国 - 
    - Saelred（709年－746年）
    - Swæfberht（715年－738年）

  - 肯特王国 - 威特瑞德（英语：Wihtred of Kent）（690年－725年）
  - 默西亚王国 -

  1. Ceolred，默西亚国王（709年－716年）
  2. Ethelbald，默西亚国王（716年－757年）

  - 诺森布里亚 -

  1. Osred I，诺森布里亚国王（705年－716年）
  2. Coenred，诺森布里亚国王（716年－718年）

  - 萨塞克斯王国 -
    - 内特尔姆（英语：Nothelm of Sussex） （在世期692年－725年）
    - 沃茨（英语：Watt of Sussex）（在世期692年－725年）
    - Aethelstan（在世期714年）

  - 韦塞克斯 - 伊尼，韦塞克斯国王（688年－726年）
- 苏格兰
  - Dál Riata - Selbach mac Ferchair（700年－723年）
  - Strathclyde王国 -
  - 皮克特王国 - Nechtan mac Der-Ilei，皮克特国王（706年－724年）
- 威尔士 -
  - Gwynedd王国 - Idwal Iwrch（682年－720年）
  - Powys王国

### 中东
- 阿拉伯帝国 - 苏莱曼一世，哈里发（715年－717年）

## 逝世
- 7月13日——唐睿宗李旦。
- 默啜，後突厥遷善可汗，骨咄祿之弟。
- 匐俱，後突厥拓西可汗，默啜之子。